# Post und Telekom Austria
Die Post und Telekom Austria AG (PTA) war ab 1. Mai 1996 die Nachfolgeorganisation der 1887 gegründeten k.k. Post- und Telegraphenverwaltung (PTV). Unternehmenssitz war zuletzt in der Postgasse 8 in Wien 1010, wo bis Ende 2011 die Österreichische Post AG ihre Firmenzentrale betrieb.
Die PTA Infrastruktur umfasste 2334 Postämter, 13.000 Fahrzeuge, 3,9 Millionen Telefonleitungen, 2,4 Mrd. Briefe, 1.629 Postbusse, 500.000 Mobilkom Kunden und 45.000 Datakom Kunden.
Die PTA vollzog den Übergang vom Monopolunternehmen PTV zu einem marktwirtschaftlich geführten Unternehmen. Im Jahr 1998 wurde die interne Teilung auch rechtlich vollzogen, die PTA spaltete sich in den Telekommunikationsbereich, die Telekom Austria mit der Tochtergesellschaft Mobilkom Austria, und in den Logistikbereich, die Österreichische Post AG ab. 2001 wurde die Österreichische Postbus AG von der Österreichischen Post AG abgespalten.